# Bixina

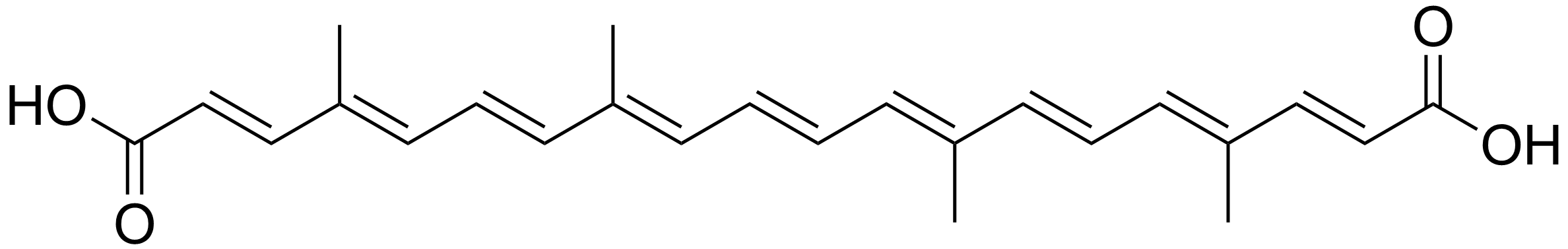
Estrutura química da norbixina.

Bixina é uma substância química orgânica polinsaturada, norcarotenóide, vermelha, principal corante do fruto do urucuzeiro — urucu, cujas sementes reduzidas a pó, são muito usadas para colorir alimentos e em filtros solares.

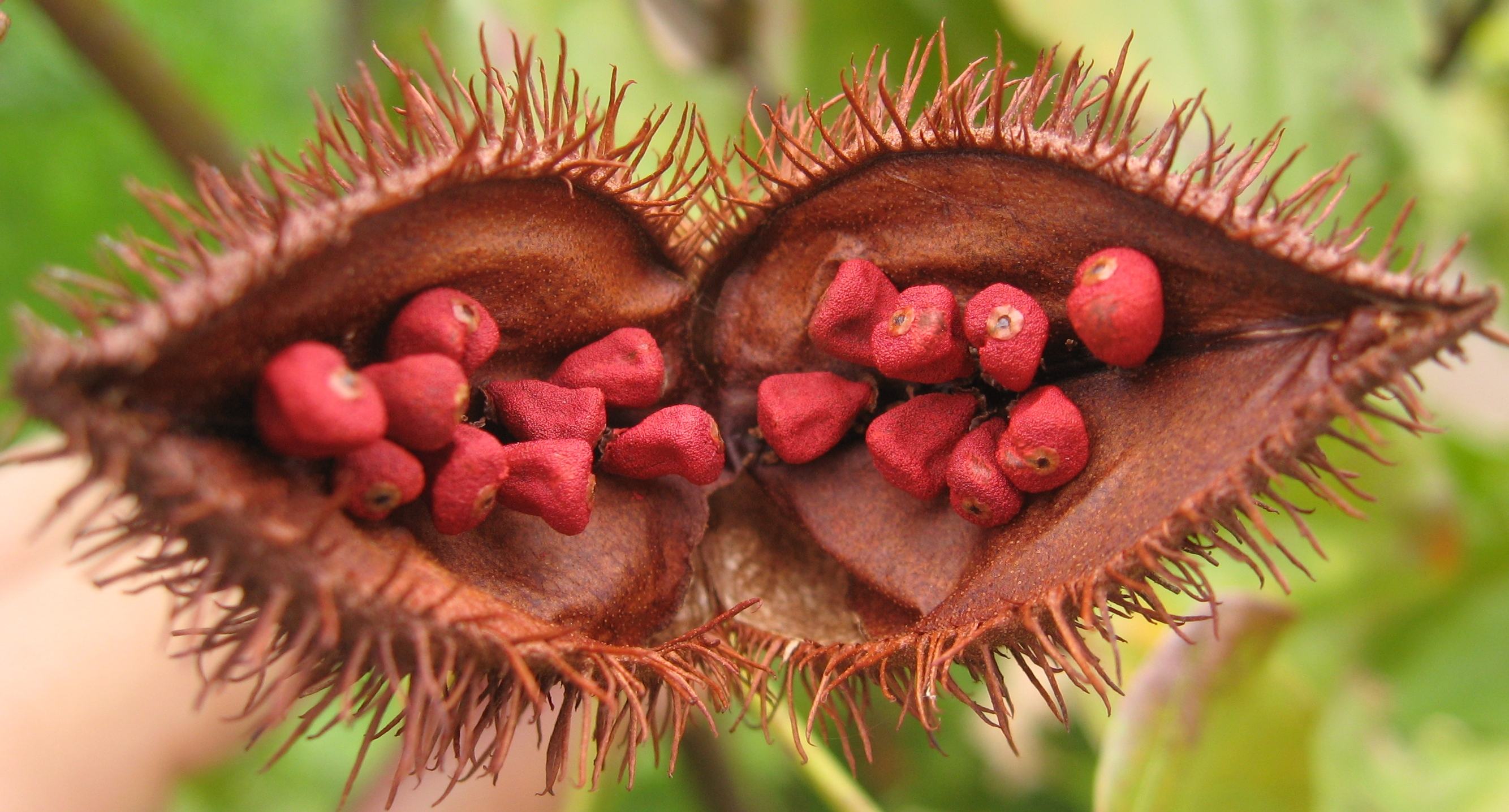
Fruto aberto de urucu mostrando as sementes cobertas pelo arilo avermelhado devido a presença da bixina, utilizada como corante e tintura.

As sementes de urucu contém aproximadamente 5% de pigmentos, os quais consistem de 70-80% de bixina.
A bixina é solúvel em gorduras mas insolúvel em água. Quando exposta a álcalis, o metil éster é hidrolisado e produz o ácido dicarboxílico norbixina, um derivado hidrossolúvel.
É um composto quimicamente instável quando isolado e converte-se, via isomerização, em trans-bixina (β-bixina), o isômero cis-trans da bixina.

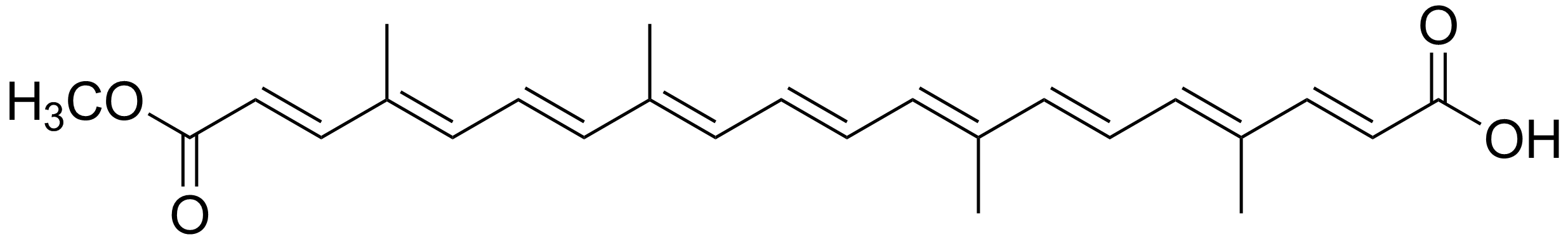
Estrutura química da trans-bixina